# تمنيع

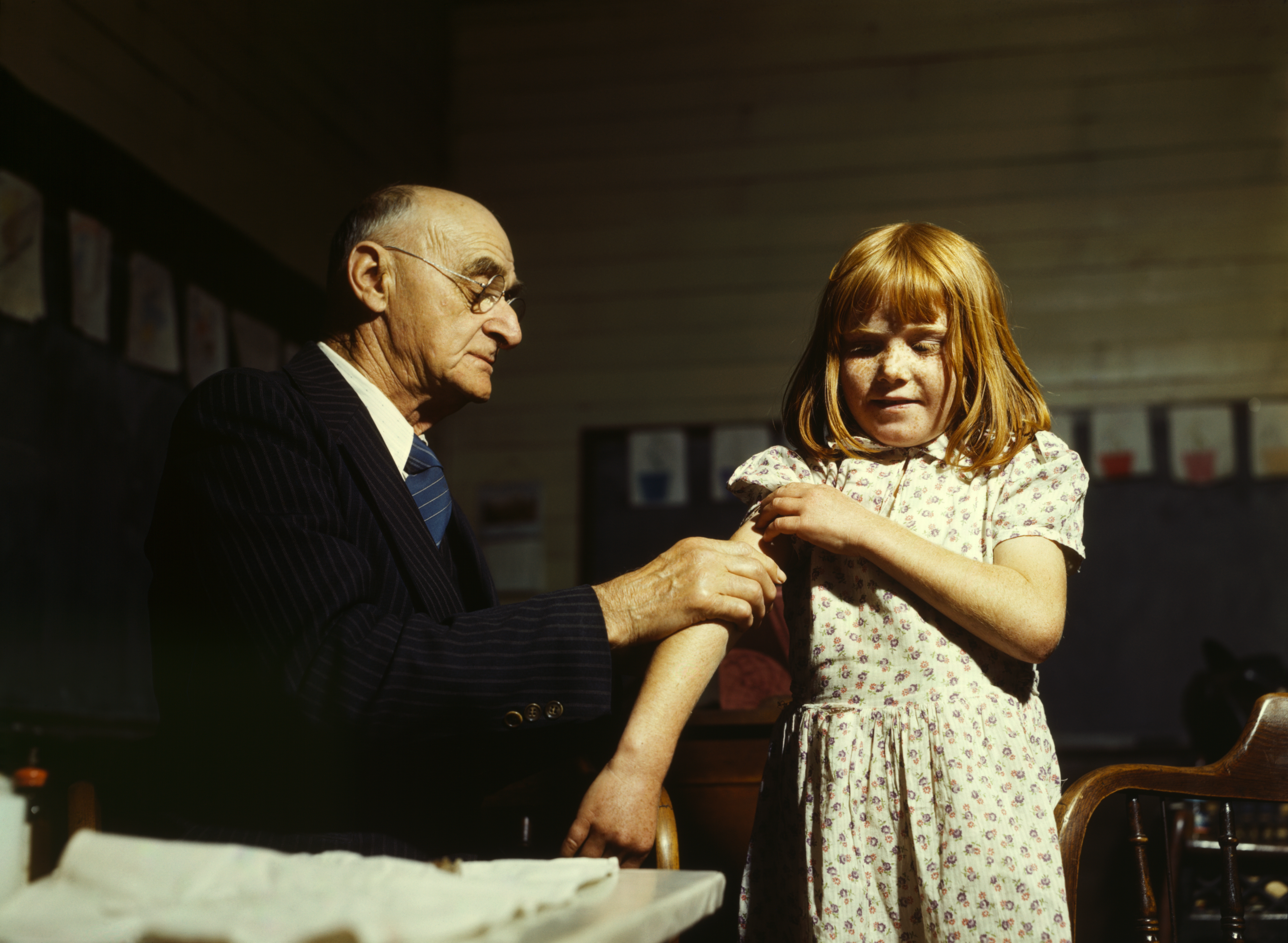
الدكتور شرايبر من سان أوغسطين يعطي تطعيم التيفوئيد في مدرسة في المناطق الريفية من سان أوغسطين بولاية تكساس. نقل من مكتب معلومات الحرب، الولايات المتحدة عام 1944

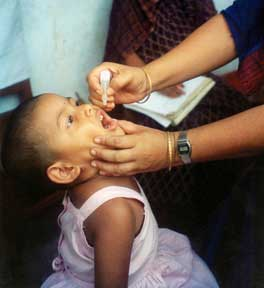
طفل يجرى تلقيحه ضد شلل الأطفال

التمنيع أو التحصين (بالإنجليزية: Immunization)‏ هي العملية التي من خلالها يصبح نظام الفرد المناعي محصنة ضد عامل ما يعرف باسم المستمنع (بالإنجليزية: Immunogen)‏.
عندما يتعرض هذا النظام لجزيئات غريبة على الجسم (ليست من ذات الجسم)، سوف يقوم بتنسيق استجابة مناعية وأيضاً بتطوير القدرة على الاستجابة بسرعة إلى تهديد مماثل مستقبلاً من خلال آلية ذاكرة مناعية (بالإنجليزية: Immunological Memory)‏. هذه وظيفة من وظائف الجهاز المناعي التكيفي (بالإنجليزية: Adaptive Immune System)‏. ولذلك، من خلال تعريض الحيوان لمستمنع بطريقة مسيطر عليها، يمكن تهيئته لتعلم حماية نفسه: وهذا ما يسمى تمنيع نشط.
أهم عنصر من عناصر جهاز المناعة التي يمكن أن تتحسن عن طريق التمنيع هي الخلايا البائية (بالإنجليزية: B Cells)‏ (والأجسام المضادة التي تنتجها) والخلايا التائية (بالإنجليزية: T Cells)‏. ذاكرة الخلايا البائية وذاكرة الخلايا التائية هي المسؤولة عن الاستجابة السريعة لمواجهة ثانية مع الجزيء الأجنبي. التحصين السلبي هو عندما يتم إدخال هذه العناصر مباشرة في الجسم بدلاً من أن يقوم الجسم في حد ذاته بإنتاج هذه العناصر.
ويتم التمنيع من خلال تقنيات مختلفة، أكثرها شيوعاً التطعيم (بالإنجليزية: vaccination)‏. لقاحات ضد الكائنات الحية الدقيقة التي تسبب الأمراض يمكن أن تحضر جهاز المناعة في الجسم مما يساعد في مكافحة أو منع حدوث عدوى. الحقيقة أن الطفرات يمكنه أن تجعل الخلايا السرطانية تقوم بإنتاج بروتينات أو الجزيئات غير معروفة للجسم يشكل الأساس النظري للقاحات السرطان العلاجية (بالإنجليزية: therapeutic cancer vaccines)‏.
ويمكن استخدام جزيئات أخرى للتمنيع كذلك، على سبيل المثال في لقاحات تجريبية ضد النيكوتين (NicVAX) أو هرمون جريلين (في التجارب لإنشاء لقاح السمنة).
وقد تم اعتبار التمنيع/التطعيم كواحد من عشرة من «كبرى إنجازات الصحة العامة في القرن 20».

## تمنيع نشط
تمنيع نشط ينطوي على إدخال جزيء أجنبي في الجسم، وهو ما يجعل الجسم في حد ذاته يقوم بتوليد مناعة ضد هذا الهدف. هذه الحصانة تأتي من خلايا تي وخلايا باء مع الأجسام المضادة.

## تمنيع سلبي
في التمنيع السلبي يتم نقل عناصر في الجهاز المناعي مصنعة مسبقا للشخص بحيث لا يكون على الجسم أن يقوم بإنتاج هذه العناصر بنفسه. حاليا، يمكن استخدام الأجسام المضادة للتمنيع السلبي. هذا الأسلوب من التمنيع يبدأ العمل بشكل سريع جدا، ولكنه لا يدوم طويلاً، وذلك لأن من الطبيعي أن يتم تفتيت الأجسام المضادة، وإذا لم يكن هناك خلايا باء لإنتاج المزيد من الأجسام المضادة، فإنها سوف تختفي.